# Les Châteliers
Les Châteliers is een fusiegemeente (commune nouvelle) in het Franse departement Deux-Sèvres (regio Nouvelle-Aquitaine). De plaats maakt deel uit van het arrondissement Parthenay. Les Châteliers is op 1 januari 2019 ontstaan door de fusie van de gemeenten Chantecorps en Coutières. 

## Demografie
Onderstaande figuur toont het verloop van het inwonertal (bron: INSEE-tellingen).
Les Châteliers telde in 2017 726 inwoners.